# Leave a Whisper
Leave a Whisper è l'album di debutto del gruppo hard rock statunitense Shinedown, pubblicato il 27 maggio 2003 dalla Atlantic Records.

## Tracce
1. Fly from the Inside – 3:55
2. Left Out – 3:51
3. Lost in the Crowd – 3:58
4. No More Love – 3:46
5. Better Version – 3:45
6. Burning Bright – 3:46
7. In Memory – 4:04
8. All I Ever Wanted – 4:12
9. Stranger Inside – 4:01
10. Lacerated – 4:00
11. Crying Out – 3:34
12. 45 – 4:09

The Stanford Session bonus tracks
1. Simple Man (Lynyrd Skynyrd cover) – 5:20
2. Burning Bright (Stanford Mix) – 3:44
3. 45 (Acoustic) – 4:34

## Edizione speciale
Il 7 luglio 2009 è stata pubblicata un'edizione speciale di Leave a Whisper, disponibile solo per il download, contenente materiale inedito.
1. Fly from the Iside – 3:55
2. Left Out – 3:51
3. Lost in the Crowd – 3:58
4. No More Love – 3:46
5. Better Version – 3:45
6. Burning Bright – 3:46
7. In Memory – 4:04
8. All I Ever Wanted – 4:12
9. Stranger Inside – 4:01
10. Lacerated – 4:00
11. Crying Out – 3:34
12. 45 – 4:09
13. Simple Man (Lynyrd Skynyrd cover) – 5:20
14. Burning Bright (Stanford Mix) – 3:44
15. 45 (Acoustic) – 4:34
16. Simple Man (Rock version) – 4:25
17. Leave a Whisper (Leave a Whisper session) – 3:36
18. Start Over (Leave a Whisper Session) – 4:32
19. Soon Forgotten (Demo) – 3:33
20. No More Love (Demo) – 3:46
21. Falling Fearless (Demo) – 4:39
22. Left Out (Demo) – 3:36
23. Emptiness Man (Demo) – 2:51
24. Notice Me (Demo) – 4:03
25. Fly from the Inside (Live Acousitc) – 3:59

## Formazione
- Brent Smith - voce
- Jasin Todd - chitarra
- Brad Stewart - basso
- Barry Kerch - batteria, percussioni